# Buellia erubescens
Buellia erubescens är en lavart som beskrevs av Arnold. Buellia erubescens ingår i släktet Buellia och familjen Physciaceae.  Arten är reproducerande i Sverige. Inga underarter finns listade i Catalogue of Life.